# Gözsy Árpád
Gözsy Árpád (1861 – 1931) magyar gyógyszerész, Gözsy Béla Leó gyógyszerész fia, Gözsy Béla gyógyszerész és Gözsy Sándor tőrvívó apja.

## Életpályája
1896-ban gyógyszerészi oklevelet szerzett Budapesten. Apja, Gözsy Béla Leó legnagyobb fiaként és örököseként 1898-ban ő lett a csíkszeredai Arany Sas Gyógyszertár tulajdonosa és vezetője. Szerepet vállalt a csíkszeredai közéletben, 1920-tól ő lett a Csíkmegyei Gyógyszerészek Testületének elnöke.
1924-ben mindenki számára váratlanul eladta gyógyszertárát a Székelykeresztúron született, örmény származással rendelkező gyógyszerész testvéreknek, Ajvász Jenőnek és Ajvász Árpádnak. A vételár kifizetését két részben intézték el, az egyezség aláírásakol Ajvász 400 000 lejt fizetett ki, a fennmaradó 8 000 000 lejt 1924. októberében kapta meg Gözsy Árpád. Az eladás dr. Pál Gábor és dr. Gábor István tanúk jelenlétében történt meg. Az adásvételi szerződést 1924. június 29-én írták alá és a következő állt benne:
…Gözsy Árpád örök áron eladja és Ajvász Jenő örök áron megveszi az eladó kizárólagos tulajdonát képező Csíkszeredában [a Kossuth Lajos utca 32. szám alatt] fekvő gyógyszertárát jogosítványával, az összes felszerelésével, teljes anyagkészletével.
A gyógyszertár eladása után Magyarországra költözött.